# Vernusse
Vernusse ist eine französische Gemeinde mit 150 Einwohnern (Stand 1. Januar 2022) im Département Allier in der Region Auvergne-Rhône-Alpes (vor 2016 Auvergne). Sie gehört zum Arrondissement Montluçon und zum Kanton Commentry.

## Geographie
Vernusse liegt etwa 28 Kilometer ostsüdöstlich von Montluçon.

### Nachbargemeinden
Umgeben ist Vernusse von den Nachbargemeinden Blomard im Norden, Target im Nordosten, Chirat-l’Église im Osten und Südosten, Louroux-de-Bouble im Süden, Lapeyrouse im Südwesten sowie Beaune-d’Allier im Westen und Nordwesten.

## Bevölkerungsentwicklung
| Jahr      | 1962 | 1968 | 1975 | 1982 | 1990 | 1999 | 2006 | 2011 | 2019 |
| Einwohner | 262  | 231  | 195  | 191  | 145  | 193  | 162  | 169  | 152  |

## Sehenswürdigkeiten
- Kirche Saint-Martin aus dem 12. Jahrhundert
- Burg Puy-Guillon aus dem 12. Jahrhundert

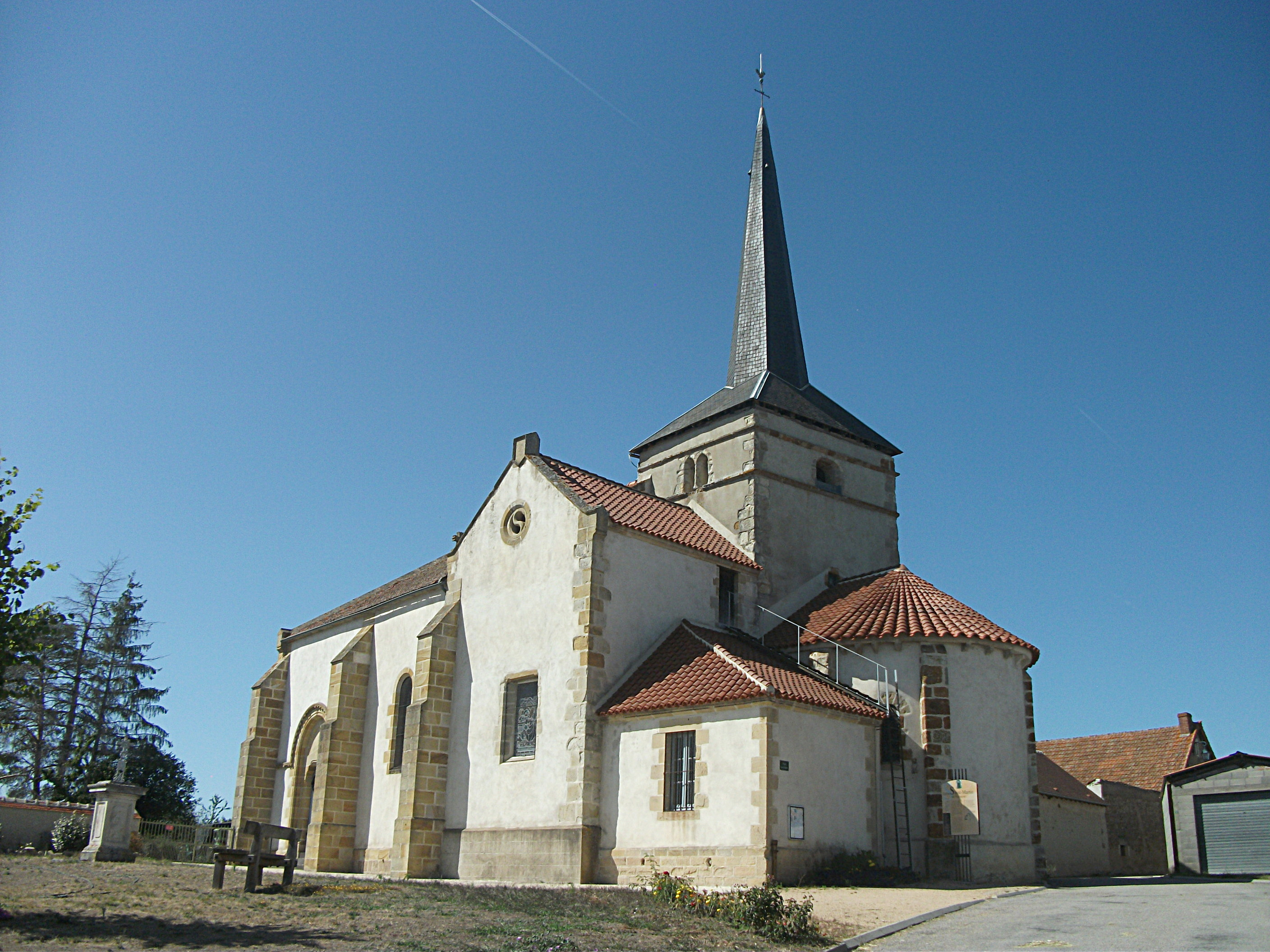
Kirche Saint-Martin